# Dumaagijn Sodnom
Dumaagijn Sodnom, mong. Думаагийн Содном (ur. 14 lipca 1933 w ajmaku wschodniogobijskim) – mongolski polityk, działacz Mongolskiej Partii Ludowo-Rewolucyjnej, od 12 grudnia 1984 do 21 marca 1990 premier Mongolii.
W latach 1946–1950 studiował finanse i ekonomię na uniwersytecie w Ułan Bator. Był księgowym w ministerstwie finansów. W 1954 został członkiem Mongolskiej Partii Ludowo-Rewolucyjnej. W latach 1954–1958 studiował ekonomię i finanse w Irkucku, w latach 1963–1969 był ministrem finansów Mongolskiej Republiki Ludowej. Od 1969 do 1972 pierwszy zastępca przewodniczącego, a w latach 1972–1974 przewodniczący Państwowej Komisji Planowania. Od 1974 do 1984 wiceprezes Rady Ministrów, następnie premier do 1990.